# 駒杵嵩大
駒杵 嵩大（こまきね たかひろ）は、日本の男性総合格闘家。群馬県出身。FIGHT BASE 都立大所属。元FightingNexusフライ級王者。現BLACK COMBATフライ級王者。

## 来歴

### 柔道
小学校時代から柔道を始め、白鴎大学足利高等学校時代はインターハイ、国体3位の成績を残した。2010年に東海大学へ進学すると、ドイツブレーメン国際、フランスジュニア国際で優勝、全日本強化指定選手になった。東海大学柔道部の同期は、羽賀龍之介、橋本壮市らがいた。

### 総合格闘技
大学卒業後は母校のコーチをしながら試合に出ていたが、リオデジャネイロ五輪の出場が叶わず引退。一般企業に就職するも、友達に誘われて元々憧れを抱いていた総合格闘技を始めた。
当初はランニングや筋力トレーニング、少しのスパーリングを経て試合に出ていたが、2018年に竿本樹生に敗れたことがきっかけで、所属ジムを佐藤将光が代表を務めるFight Base都立大代表に移した。
2019年11月24日、Fighting NEXUS vol.18の初代フライ級王者決定トーナメント決勝戦で橋本薫汰と対戦し、2Rにキムラロックで一本勝ちを収め、初代FightingNexusフライ級王座を獲得した。
2023年9月18日、後楽園ホールのDEEP 115 IMPACT～DEEP VS BLACK COMBAT～でBLACK COMBATフライ級王者のキム・ソンウンと対戦し、1Rで腕ひしぎ十字固めによる一本勝ちを収めた。
2024年1月20日、韓国でキム・ソンウンとBLACK COMBATフライ級タイトルマッチで再戦。しかしキムが前日計量における体重超過により王座を剥奪され、試合はキムが勝利した場合は無効試合、駒杵が勝利した場合のみ王座獲得という変則ルールを適用した上で行われ、1RでペダラーダによるTKO負けを喫したため無効試合となった。
2024年12月28日、Black Combat 13のBLACK COMBATフライ級王座決定戦でユン・ホユンと対戦し、3Rに腕十字で一本勝ちを収め一度は逃した王座獲得に成功、同日にBLACK COMBATライト級王座から陥落した大原樹理に次ぐ2人目のBLACK COMBAT日本人王者となった。
2025年5月6日、Black Combat 14 End GameのBLACK COMBATフライ級タイトルマッチでキム・ソォンジェと対戦し、1Rに肩固めで一本勝ちを収め初防衛獲得に成功した。

## 戦績

### プロ総合格闘技
| 総合格闘技 戦績 | 総合格闘技 戦績 | 総合格闘技 戦績 | 総合格闘技 戦績 | 総合格闘技 戦績 | 総合格闘技 戦績 | 総合格闘技 戦績 |
| --------------- | --------------- | --------------- | --------------- | --------------- | --------------- | --------------- |
| 22 試合         | (T)KO           | 一本            | 判定            | その他          | 引き分け        | 無効試合        |
| 16 勝           | 0               | 11              | 5               | 0               | 0               | 0               |
| 5 敗            | 3               | 0               | 2               | 0               | 0               | 0               |

| 勝敗 | 対戦相手         | 試合結果                       | 大会名                                                                    | 開催年月日     |
| ○    | キム・ソォンジェ | 1R 肩固め                      | Black Combat 14 End Game 【Black Combatフライ級タイトルマッチ】           | 2025年5月6日   |
| ○    | ユン・ホヨン     | 3R 腕ひしぎ十字固め            | Black Combat 13 【Black Combatフライ級王座決定戦】                        | 2024年12月28日 |
| ○    | キム・ジュファン | 1R 3:11 アメリカーナ           | Black Combat RISE 03                                                      | 2024年6月22日  |
| ×    | キム・ソンウン   | 1R 1:31 KO（キムの体重超過）   | Black Combat 10: Night In Seoul 【Black Combatフライ級タイトルマッチ】    | 2024年1月20日  |
| ○    | キム・ソンウン   | 1R 3:16 腕ひしぎ十字固め       | DEEP 115 IMPACT～DEEP VS BLACK COMBAT～                                   | 2023年9月18日  |
| ○    | 風我             | 5分3R終了 判定3-0              | DEEP TOKYO IMPACT 2023 2ND ROUND                                          | 2023年3月25日  |
| ○    | RYOGA            | 1R 2:21 腕ひしぎ十字固め       | DEEP TOKYO IMPACT 2022 7th ROUND                                          | 2022年12月11日 |
| ○    | TARKER           | 1R 2:17 リアネイキッドチョーク | DEEP TOKYO IMPACT 2022 3rd ROUND                                          | 2022年5月29日  |
| ×    | 本田良介         | 2R 3:27 TKO                    | DEEP 105 IMPACT                                                           | 2021年12月12日 |
| ×    | 杉⼭廣平         | 5分2R終了 判定0-3              | DEEP 103 IMPACT                                                           | 2021年9月24日  |
| ○    | 宮城友一         | 1R 4:30 腕ひしぎ十字固め       | ZST.68                                                                    | 2020年8月30日  |
| ○    | 橋本薫汰         | 2R 2:57 アームロック           | Fighting NEXUS vol.18 【初代フライ級王者決定トーナメント決勝戦】          | 2019年11月24日 |
| ○    | 村田純也         | 5分2R終了 判定3-0              | Fighting NEXUS vol.18 【初代フライ級王者決定トーナメント準決勝】          | 2019年11月24日 |
| ○    | 山中憲次         | 1R 1:12 腕ひしぎ十字固め       | Fighting NEXUS vol.17×wave10 【初代フライ級王者決定トーナメント準々決勝】 | 2019年7月14日  |
| ○    | タイガー石井     | 5分2R+延長1R終了 判定2-1       | Fighting NEXUS vol.16 【初代フライ級王者決定トーナメント1回戦】           | 2019年4月28日  |
| ○    | タイガー石井     | 5分2R終了 判定2-0              | ZST.62                                                                    | 2018年10月28日 |
| ×    | 竿本樹生         | 5分2R終了 判定0-3              | ZST.61                                                                    | 2018年8月13日  |
| ○    | 中島康輔         | 1R 0:43 肩固め                 | ZST.60                                                                    | 2018年5月12日  |
| ○    | 勅使河原稜太     | 5分2R終了 判定3-0              | SWAT!164                                                                  | 2018年3月17日  |
| ○    | 鈴木廣二         | 1R 0:43 腕ひしぎ十字固め       | SWAT!162                                                                  | 2017年11月25日 |
| ○    | 鈴木廣二         | 1R 0:20 腕ひしぎ十字固め       | SWAT!161                                                                  | 2017年9月10日  |
| ×    | 前田英太         | 2R 0:07 TKO                    | SWAT!160                                                                  | 2017年7月9日   |

## アマチュア成績
- 2008年 - 国体 3位
- 2009年 - インターハイ 3位
- 2010年 - ドイツブレーメン国際 優勝
- 2010年 - フランスジュニア国際 優勝
- 2011年、2012年 - 全日本学生柔道体重別団体優勝大会 優勝
- 2015年 - サンボ世界選手権 5位

## 獲得タイトル
- 初代FightingNEXUSフライ級王座（2019年）
- 第3代BLACK COMBATフライ級王座 (2024年)